# Comarostaphylis mucronata
Comarostaphylis mucronata là một loài thực vật có hoa trong họ Thạch nam. Loài này được Klotzsch mô tả khoa học đầu tiên năm 1851.